# 978
سنة 978 م كانت سنة بسيطة تبدأ يوم الثلاثاء (الرابط يظهر نموذج التقويم الكامل للسنة) من التقويم اليولياني.

## وفيات
- بختيار بن معز الدولة
- ياروبولك الأول